# Mühlenmasch
Koordinaten: 52° 3′ 45″ N, 8° 30′ 13″ O

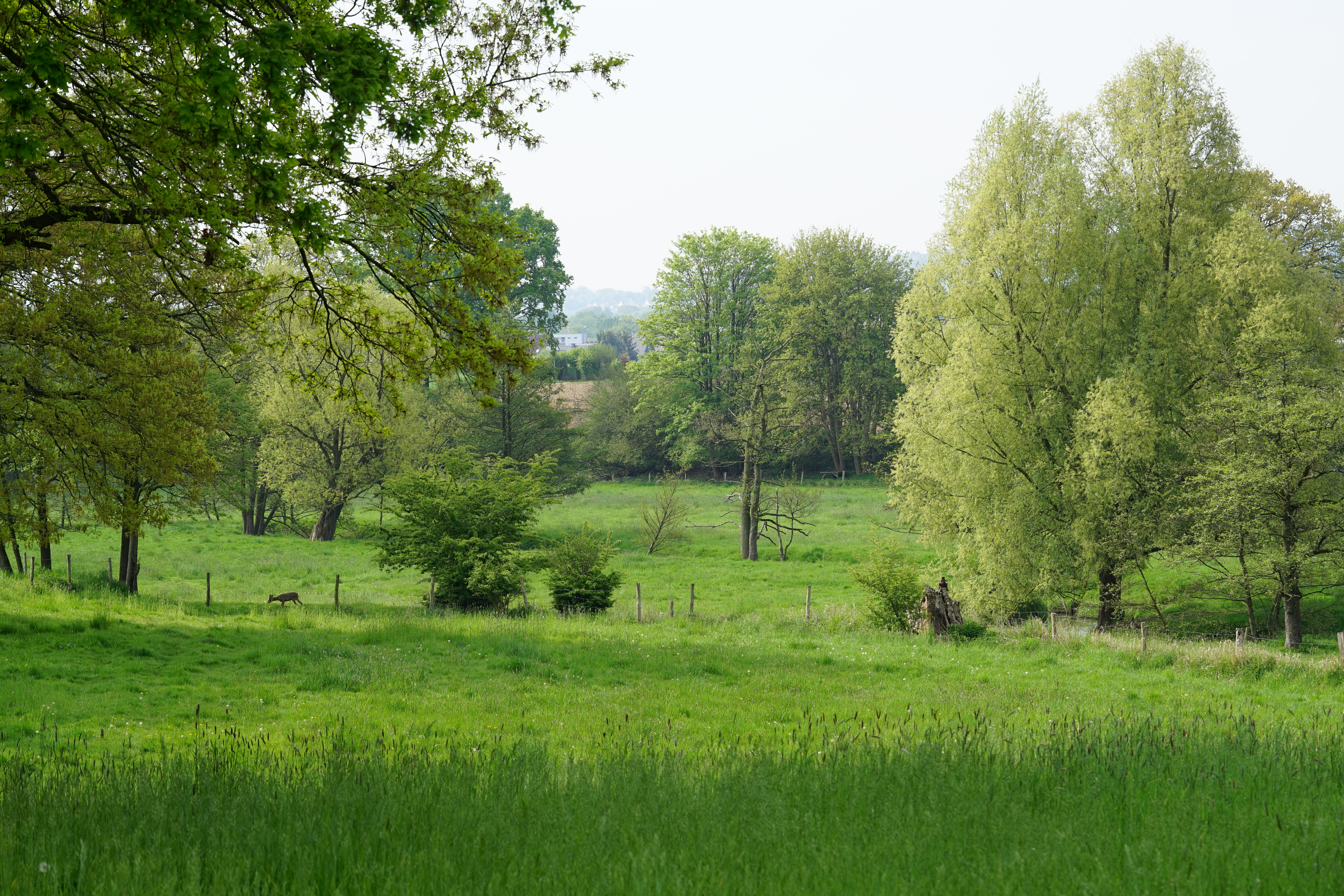
Naturschutzgebiet Mühlenmasch (Mai 2022)

Das Naturschutzgebiet Mühlenmasch liegt im Stadtbezirk Dornberg der kreisfreien Stadt Bielefeld in Nordrhein-Westfalen. 
Das Gebiet erstreckt sich nordwestlich der Kernstadt von Bielefeld im Ortsteil Babenhausen. Am nordwestlichen Rand des Gebietes verläuft die Landesstraße L 922, am südwestlichen Rand die L 779, am östlichen Rand die L 783 und südlich die L 779. Westlich erstreckt sich das etwa 36,4 ha große Naturschutzgebiet (NSG) Schwarzbachtal, nördlich das etwa 125,5 ha große NSG Beckendorfer Mühlenbachtal und südwestlich das etwa 17,6 ha große NSG Mittleres Johannisbachtal.

## Bedeutung
Das etwa 40,2 ha große Gebiet wurde im Jahr 1996 unter der Schlüsselnummer BI-039 unter Naturschutz gestellt. Schutzziele sind der Erhalt, die Optimierung und die Pflege einer Bachaue in überwiegender Grünlandnutzung.